# Vastyúk is talál szeget
A Vastyúk is talál szeget a L’art pour l’art Társulat humoros televíziós műsora. Összesen 15 adás készült, ebből az első 11 az MTV-n volt látható 1991-től 1996-ig, Laár András és Dolák-Saly Róbert mellett még Galla Miklóssal és Nagy Natáliával felállva. 1998-ban a TV2-n indult újra a sorozat, immár Pethő Zsolttal és Szászi Mónival. 2000-től a társulat új műsorral jelentkezett, Nooormális?? címmel.

## Epizódok

### 1.
Adás ideje: 1991. november 23.
Csatorna: MTV1
Rendező: Koós György

Jelenetek
- A hét lábtörlése
- Főcím
- Galla Miklós bevezetője
- L'art pour l'art finomságok – Szenes bableves

Írta és a szakács szerepében előadja: Laár András
- A legtávolabbra látó ember – Boborján

Írta: Dolák-Saly Róbert
Szereplők: Boborján – Dolák-Saly Róbert; Besenyő Pista bácsi – Laár András; műsorvezető – Nagy Natália
- Reklám – Gyermeksintér szolgálat

Írta: Laár András
- „Belekötnek a levesembe”

Írta: Galla Miklós
Szereplők: étkező férfi – Galla Miklós; kötögető nénike – Nagy Natália
- A tudomány világa – A férfi

Írta: Laár András
Szereplők: előadó – Nagy Natália; férfi – Galla Miklós
- (A jelenet közben: Boborján és Besenyő István)
- L'art pour l'art finomságok – Sült oldalas Biopon-mártással

Írta és a szakács szerepében előadja: Laár András
- Nagy Natália konferál
- Parittya bácsi

Írta és a címszerepben előadja: Dolák-Saly Róbert
- Reklám – Mukbakta

Írta és előadja: a L'art pour l'art Társulat
- A kendőevő ember

Írta: Laár András
Szereplők: kendőevő ember – Laár András; beszélgetőtárs – Galla Miklós; pincérnő – Nagy Natália
- L'art pour l'art finomságok – Párolt füzetcsomag lengyelesen

Írta és a szakács szerepében előadja: Laár András
- Végefőcím
- A hét kézmosása
- Boborján és Besenyő István

### 2.
Adás ideje: 1993. december 31.
Csatorna: MTV1
Rendező: Koós György

Jelenetek
- Főcím
- Galla Miklós konferál
- A világ leggyorsabban elalvó embere – Boborján

Írta: Dolák-Saly Róbert
Szereplők: Boborján – Dolák-Saly Róbert; műsorvezető – Galla Miklós
- Volt, nincs róka

Írta: Dolák-Saly Róbert, Galla Miklós
Szereplők: mesélő – Galla Miklós; róka – Nagy Natália; csősz – Dolák-Saly Róbert; Igazságos Izom Tibor – Laár András
- Galla Miklós konferál
- A bűvész

Írta és előadja: Laár András
- Nagy Natália konferál
- A viccmesélő humorista

Írta: Galla Miklós, Kisvári Ferenc
A címszerepben előadja: Galla Miklós
- Laár András konferál
- Mai történet

Írta: Galla Miklós
Szereplők: férj – Dolák-Saly Róbert; feleség – Nagy Natália; munkatárs – Galla Miklós
- Reklám – Simon és Garfield

Írta és előadja: Galla Miklós
Közreműködik: Laár András
- Galla Miklós konferál
- Kukurikú török császár

Írta és előadja: Laár András
- Meghajlás + végefőcím

### 3.
Adás ideje: 1994. október 17.
Csatorna: MTV1
Rendező: Koós György

Jelenetek
- Főcím
- Galla Miklós konferál
- Természetgyógyászat

Írta: a L'art pour l'art Társulat
Előadja: Nagy Natália
- A térd

Írta és előadja: Galla Miklós
- Dolák-Saly Róbert konferál
- Sportközvetítés a Népstadionból

Írta és a sportriporter szerepében előadja: Dolák-Saly Róbert
- Lábvíz

A zenét és szöveget írta, valamint énekel: Laár András
- Ismét kapcsoljuk a Népstadiont

Írta és a sportriporter szerepében előadja: Dolák-Saly Róbert
- Nagy Natália konferál
- Színészmesterség

Írta és előadja: a L'art pour l'art Társulat
- Nagy Natália konferál
- Részlet „A Szirti Sólyom gyermekei” filmből

Írta: Szászi Móni
Szereplők: indiánok – Dolák-Saly Róbert, Laár András; fogoly nő – Nagy Natália; cowboy – Galla Miklós
- Laár András konferál
- Mi a különbség egy játszótér és egy elektromos orgona között?

Írta: Galla Miklós
Előadja: Laár András
- A világ leghiszékenyebb embere – Boborján

Írta: Dolák-Saly Róbert
Szereplők:
Boborján – Dolák-Saly Róbert; műsorvezető – Nagy Natália
- A Besenyő család élete – Biorobot

Írta: Laár András, Dolák-Saly Róbert, Galla Miklós, Szászi Móni
Szereplők: Besenyő Pista bácsi – Laár András; Margit – Galla Miklós; Anti bácsi – Dolák-Saly Róbert; Evettke – Nagy Natália
- Végefőcím
- A Besenyő-jelenet vége

### 4.
Adás ideje: 1994. október 31.
Csatorna: MTV1
Rendező: Koós György

Jelenetek
- Koncertközvetítés – Sztravinszkij: Petruska

Írta és előadja: Dolák-Saly Róbert
- Főcím
- Laár András konferál
- Hogyan kell festeni?

Írta: Dolák-Saly Róbert
Előadja: Nagy Natália
- Nagy Natália konferál
- Képmazsolásítás

Írta és előadja: Laár András
- Szemránctalanító karika

Írta: Laár András
Előadja: Nagy Natália
- A kérdés

Írta és előadja: Dolák-Saly Róbert, Galla Miklós
- A hét szemüvege
- Keresztnevek

Írta: Laár András, Galla Miklós
Szereplők: műsorvezető – Galla Miklós; stúdióvendég – Nagy Natália
- A költészet világa – A ponty

Írta és a Költő szerepében előadja: Laár András
- A világ legbátrabb embere

Írta: Dolák-Saly Róbert
Szereplők: Boborján – Dolák-Saly Róbert; műsorvezető – Galla Miklós
- A Besenyő család élete – Fittyerfutty

Írta: Dolák-Saly Róbert, Laár András, Galla Miklós, Szászi Móni
Szereplők: Besenyő Pista bácsi – Laár András; Margit – Galla Miklós; Anti bácsi – Dolák-Saly Róbert; Evettke – Nagy Natália
- Végefőcím
- A hét tarja

### 5. – A Besenyő család szilvesztere
Adás ideje: 1995. január 1. 01:28
Csatorna: MTV1
(ismétlés:  RTL Klub, 2006. január 1. 00:10)
Rendező: Koós György

Jelenetek
- A Besenyő család szilvesztere

Írta: Dolák-Saly Róbert, Laár András, Galla Miklós, Szászi Móni
Szereplők: Besenyő Pista bácsi – Laár András; Margit – Galla Miklós; Anti bácsi – Dolák-Saly Róbert; Evettke – Nagy Natália
- Szilveszteri finomságok

Írta: a L'art pour l'art Társulat
Előadja: Galla Miklós, Nagy Natália
- Szőrös vagyok

Zeneszerző: Galla Miklós, Dolák-Saly Róbert; szöveg: Dolák-Saly Róbert
Előadja: Dolák-Saly Róbert
- Nagy Natália konferál
- Viccmesélő humorista

Írta: Galla Miklós, Kisvári Ferenc
A címszerepben előadja: Galla Miklós
- A Besenyő család szilvesztere folytatása

Írta: Dolák-Saly Róbert, Laár András, Galla Miklós, Szászi Móni
Szereplők: Besenyő Pista bácsi/Tompika – Laár András; Margit/Irén férje – Galla Miklós; Anti bácsi – Dolák-Saly Róbert; Evettke/Irén – Nagy Natália
- Berkes Zsuzsa konferál
- Bemondóverseny

Írta: a L'art pour l'art Társulat
Szereplők: érzelgős nő/neglizsés nő – Nagy Natália; ódivatú férfi/laza fickó – Dolák-Saly Róbert; lámpalázas férfi/vinnyogó férfi – Galla Miklós; zárt szájú férfi/parasztbácsi – Laár András
- A Besenyő család szilvesztere folytatása

Írta: Dolák-Saly Róbert, Laár András, Galla Miklós, Szászi Móni
Szereplők: Besenyő Pista bácsi/Tompika – Laár András; Margit/Irén férje – Galla Miklós; Anti bácsi/Boborján – Dolák-Saly Róbert; Evettke/Irén – Nagy Natália
- A legtöbb nyelven tudó ember – Boborján

Írta: Dolák-Saly Róbert, Galla Miklós, Laár András
Szereplők: Boborján – Dolák-Saly Róbert; Besenyő Pista bácsi – Laár András; műsorvezető – Nagy Natália
- Besenyő–Boborján-dal

Zene és szöveg: Laár András, Dolák-Saly Róbert
Ének: Besenyő Pista bácsi szerepében Laár András, Boborján szerepében Dolák-Saly Róbert
Közreműködik: Nagy Natália, Galla Miklós
- A Besenyő család szilvesztere vége

Írta: Dolák-Saly Róbert, Laár András, Galla Miklós, Szászi Móni
Szereplők: Besenyő Pista bácsi/Tompika – Laár András; Margit/Irén férje – Galla Miklós; Anti bácsi/Boborján – Dolák-Saly Róbert; Evettke/Irén – Nagy Natália
- Végefőcím

### 6.
Adás ideje: 1995. február 20.
Csatorna: MTV1
Rendező: Koós György

Jelenetek
- Főcím
- Jaj, de fáj a lábam!

Írta és a cowboy szerepében előadja: Laár András
- Eszperente konferálás

Írta: a L'art pour l'art Társulat
Előadja: Nagy Natália
- Apa-gyerek jelenet

Írta: Laár András
Szereplők: apa – Laár András; gyerek – Galla Miklós
- A bankban

Írta: a L'art pour l'art Társulat
Szereplők: ügyfél – Galla Miklós; ügyfélreferens – Laár András; panaszkezelő – Dolák-Saly Róbert; pénztáros – Nagy Natália
- Dolák-Saly Róbert medvefejjel konferál
- Csodácska

Írta: Dolák-Saly Róbert, Szászi Móni
Mesélő: Dolák-Saly Róbert
- Galla Miklós konferál
- Természetfilm

Írta és kommentálja: a L'art pour l'art Társulat
- Reklám – Könyvzsír

Írta: Dolák-Saly Róbert
Előadja: Nagy Natália
- Jaj, de fáj a lábam!

Írta és a cowboy szerepében előadja: Laár András
- Érzelmi dal

Zene, szöveg és ének: Dolák-Saly Róbert
- A Besenyő család élete – Alvás

Szereplők: Besenyő Pista bácsi – Laár András; Margit – Galla Miklós; Anti bácsi – Dolák-Saly Róbert; Evettke – Nagy Natália
- Piroska és a vasutas

Írta és meséli: Laár András
- Sci-fi jelenet

Írta: Galla Miklós, Dolák-Saly Róbert, Laár András
Szereplők: Joe – Dolák-Saly Róbert; Mark – Laár András; Rodgers kapitány – Galla Miklós; Bette – Nagy Natália
- Jaj, de fáj a lábam!

Írta és a cowboy szerepében előadja: Laár András
- Végefőcím

### Vastyúk-parádé
Adás ideje: 1995. május 22.
Csatorna: MTV1
(ismétlés: M3, 2017. január 1.)
Válogatás az első négy adás jeleneteiből.
Jelenetek
- A Besenyő család élete – Biorobot (3.)
- A térd (3.)
- L'art pour l'art finomságok – Szenes bableves (1.)
- Hogyan kell festeni? (4.)
- „Belekötnek a levesembe” (1.)
- Lábvíz (3.)
- Színészmesterség (3.)
- Részlet „A Szirti Sólyom gyermekei” filmből (3.)
- Keresztnevek (4.)
- L'art pour l'art finomságok – Párolt füzetcsomag lengyelesen (1.)
- A világ leggyorsabban elalvó embere – Boborján (2.)
- A Besenyő család élete – Fittyerfutty (4.)

### 7.
Adás ideje: 1995. október 2.
Csatorna: MTV1
Rendező: Koós György

Jelenetek
- Főcím
- Rajzpályázati felhívás

rta és előadja: Dolák-Saly Róbert
- Nagy Natália konferál
- Kézenállás

Írta és előadja: Laár András
- Gasztronómia

Írta: a L'art pour l'art Társulat
Előadja: Nagy Natália
- Könyvajánlat

Írta és előadja: Dolák-Saly Róbert
- A költészet világa

Írta és a Költő szerepében előadja: Laár András
- A költő és a lektor

Írta: Laár András, Galla Miklós
Szereplők: költő – Laár András; lektor – Galla Miklós
- Sakkfeladvány

Írta és előadja: Dolák-Saly Róbert
- Pornókazetta-bemutató

Írta és előadja: Galla Miklós
- A Besenyő család élete – Szépségvetélkedő

Írta: Laár András, Galla Miklós, Dolák-Saly Róbert, Szászi Móni
Szereplők: Besenyő Pista bácsi – Laár András; Margit – Galla Miklós; Anti bácsi – Dolák-Saly Róbert; Evettke/Irén – Nagy Natália
- Végefőcím

### 8.
Adás ideje: 1995. november 20.
Csatorna: MTV1
Rendező: Koós György

Jelenetek
- Főcím
- Hírek, horoszkóp és kvíz

Írta: Dolák-Saly Róbert
Előadja: Dolák-Saly Róbert, Nagy Natália
- Galla Miklós konferál
- A tudomány világa – A nő

Írta: Laár András
Szereplők: előadó – Laár András; nő – Nagy Natália
- Nyelvművelők magazinja

Írta: Szászi Móni
Szereplők: nyelvész – Dolák-Saly Róbert; műsorvezető – Nagy Natália
- Reklám – Vérhaskonzerv

Írta és előadja: Galla Miklós
- A költészet világa – Csirkecombok

Írta és a Költő szerepében előadja: Laár András
- Győrött születtem, Dunaújvárosban jártam iskolába, de Budapesten érettségiztem

Zene, szöveg és ének: Dolák-Saly Róbert
- A Besenyő család álma

Írta: Dolák-Saly Róbert, Galla Miklós, Laár András, Szászi Móni
Szereplők: Besenyő Pista bácsi – Laár András; Margit – Galla Miklós; Anti bácsi – Dolák-Saly Róbert; Evettke – Nagy Natália
- Végefőcím

### 9. – A Besenyő család szilvesztere
Adás ideje: 1996. január 1. 00:25
Csatorna: MTV1
Rendező: Koós György

Jelenetek
- Főcím
- Galla Miklós és Nagy Natália konferál
- Besenyő család jelenet

Írta: a L'art pour l'art Társulat, Szászi Móni
Szereplők: Besenyő Pista bácsi – Laár András; Margit – Galla Miklós; Anti bácsi – Dolák-Saly Róbert; Evettke/Irén – Nagy Natália
- Nagy Natália konferál
- A nyálon lőtt lány balladája

Zene és szöveg: Dolák-Saly Róbert, Laár András
A cowboy szerepében énekel: Galla Miklós
További szereplők: indiánok – Dolák-Saly Róbert, Laár András; fogoly nő – Nagy Natália
- Besenyő család jelenet

Írta: a L'art pour l'art Társulat, Szászi Móni
Szereplők: Besenyő Pista bácsi – Laár András; Margit – Galla Miklós; Anti bácsi – Dolák-Saly Róbert; Evettke/Irén – Nagy Natália
- Margit-dal

Zene és szöveg: Dolák-Saly Róbert
Margit szerepében énekel: Galla Miklós
Közreműködik: Besenyő Pista bácsi szerepében Laár András, Irén szerepében Nagy Natália
- Besenyő család jelenet

Írta: a L'art pour l'art Társulat, Szászi Móni
Szereplők: Besenyő Pista bácsi/Tompika – Laár András; Margit – Galla Miklós; Anti bácsi – Dolák-Saly Róbert; Evettke/Irén – Nagy Natália
- Galla Miklós és Nagy Natália konferál
- Fületlen fiú

Zene, szöveg és Bon Bon Johnny szerepében énekel: Laár András
A Túrósmith együttes: basszusgitáros – Dolák-Saly Róbert; szólógitáros – Laár András; billentyűs – Galla Miklós; dobos – Nagy Natália
- Besenyő család jelenet

Írta: a L'art pour l'art Társulat, Szászi Móni
Szereplők: Besenyő Pista bácsi/Tompika – Laár András; Margit – Galla Miklós; Anti bácsi – Dolák-Saly Róbert; Evettke/Irén – Nagy Natália
- Szappanopera

Zene és szöveg: Laár András
Ének: Tompika szerepében Laár András, Evettke szerepében Nagy Natália
- Besenyő család jelenet

Írta: a L'art pour l'art Társulat, Szászi Móni
Szereplők: Besenyő Pista bácsi – Laár András; Margit – Galla Miklós; Anti bácsi – Dolák-Saly Róbert; Irén – Nagy Natália
- Lila liba

Zene: Dolák-Saly Róbert, Kisvári Ferenc, Szászi Móni
Szöveg: Dolák-Saly Róbert
Anti bácsi szerepében énekel: Dolák-Saly Róbert
- Besenyő család jelenet

Írta: a L'art pour l'art Társulat, Szászi Móni
Szereplők: Besenyő Pista bácsi – Laár András; Margit – Galla Miklós; Anti bácsi/Boborján – Dolák-Saly Róbert; Irén – Nagy Natália
- A szerelem olyan, mint egy medve

Zene és szöveg: Dolák-Saly Róbert
Ének: Besenyő Pista bácsi szerepében Laár András, Boborján szerepében Dolák-Saly Róbert
- Besenyő család jelenet

Írta: a L'art pour l'art Társulat, Szászi Móni
Szereplők: Besenyő Pista bácsi – Laár András; Margit – Galla Miklós; Anti bácsi/Boborján – Dolák-Saly Róbert; Irén – Nagy Natália
- Nagy Natália konferál
- Szerelmi vallomás

Zene, szöveg és a Loveboys ikrek szerepében énekel: Dolák-Saly Róbert
- Besenyő család jelenet

Írta: a L'art pour l'art Társulat, Szászi Móni
Szereplők: Besenyő Pista bácsi/Tompika – Laár András; Margit – Galla Miklós, Anti bácsi/Boborján – Dolák-Saly Róbert; Evettke/Irén – Nagy Natália
- Galla Miklós konferál
- Bombanő

Zene: Galla Miklós, szöveg: Laár András, Nagy Natália
Vadonna szerepében énekel: Nagy Natália
- Besenyő család jelenet vége

Írta: a L'art pour l'art Társulat, Szászi Móni
Szereplők: Besenyő Pista bácsi/Tompika – Laár András; Margit – Galla Miklós Anti bácsi/Boborján – Dolák-Saly Róbert; Evettke/Irén – Nagy Natália
- Végefőcím

### 10. – Jubileumi műsor
Adás ideje: 1996. május 20.
Csatorna: MTV1
Rendező: Koós György

Jelenetek
- Főcím
- Bevezető

Írta és előadja: Dolák-Saly Róbert
- Besenyő-monológ

Írta és Besenyő Pista bácsi szerepében előadja: Laár András
- A legtovább élő ember – Boborján

Írta: Dolák-Saly Róbert, Szászi Móni
Szereplők: Boborján – Dolák-Saly Róbert; műsorvezető – Nagy Natália
- Szexológus

Írta és előadja: Galla Miklós
- Galla Miklós konferál
- Mentők

Zene: Galla Miklós, szöveg: Laár András
Ének: Galla Miklós
- Öreg–Tompika–Evettke jelenet

Írta: Dolák-Saly Róbert, Szászi Móni, Laár András
Szereplők: Anti bácsi – Dolák-Saly Róbert; Tompika – Laár András; Evettke – Nagy Natália
- Végefőcím

### 11.
Adás ideje: 1996. december 30.
Csatorna: MTV1
Rendező: Koós György

Jelenetek
- Főcím
- Konferálás

Írta: a L'art pour l'art Társulat
Előadja: Laár András, Dolák-Saly Róbert hangjával; Galla Miklós, Laár András hangjával; Dolák-Saly Róbert, Nagy Natália hangjával; Nagy Natália, Galla Miklós hangjával
- Osztályfőnöki óra

Írta: Dolák-Saly Róbert, Szászi Móni
Szereplők: osztályfőnök – Dolák-Saly Róbert; Sipőcz – Galla Miklós; Hornyák – Nagy Natália; Frodó – Laár András
- A Besenyő család szilvesztere

Írta: a L'art pour l'art Társulat, Szászi Móni
Szereplők: Besenyő Pista bácsi – Laár András; Margit – Galla Miklós; Anti bácsi – Dolák-Saly Róbert; Evettke – Nagy Natália
- Végefőcím

### 12. – A Besenyő család élete: Az ikrek
Adás ideje: 1998. november 13.
Csatorna: TV2
Rendező: Kriskó László

Jelenetek
- A Besenyő család élete: Az ikrek

Írta: Szászi Móni, Lantos P. István
Szereplők: Besenyő Pista bácsi – Laár András; Margit/Rücsök – Pethő Th. Zsolt; Anti bácsi – Dolák-Saly Róbert; Zigóta/Kanca – Szászi Móni
- Winnetou – Diavetítés I.

Írta és Leopold szerepében kommentálja: Dolák-Saly Róbert
- Öbölátúszás – Besenyő monológ

Írta és Besenyő Pista bácsi szerepében előadja: Laár András
- Kagylónász az avaron

Zene, szöveg és ének: Laár András
- A Besenyő család élete: Az ikrek

Írta: Szászi Móni, Lantos P. István
Szereplők: Besenyő Pista bácsi – Laár András; Margit/Rücsök – Pethő Th. Zsolt; Anti bácsi – Dolák-Saly Róbert; Zigóta/Kanca – Szászi Móni
- A kebelbarátom

Írta és Besenyő Pista bácsi szerepében előadja: Laár András
- A Besenyő család élete: Az ikrek

Írta: Szászi Móni, Lantos P. István
Szereplők: Besenyő Pista bácsi – Laár András, Margit/Rücsök – Pethő Th. Zsolt; Anti bácsi – Dolák-Saly Róbert; Zigóta/Kanca – Szászi Móni
- „Lenyomódik a földgolyó” – Besenyő monológ

Írta és Besenyő Pista bácsi szerepében előadja: Laár András
- Winnetou – Diavetítés II.

Írta és Leopold szerepében kommentálja: Dolák-Saly Róbert
- Geil állat dal

Zene, szöveg és Rücsök szerepében énekel: Pethő Th. Zsolt
- A Besenyő család élete: Az ikrek

Írta: Szászi Móni, Lantos P. István
Szereplők: Besenyő Pista bácsi – Laár András, Margit/Rücsök – Pethő Th. Zsolt; Anti bácsi – Dolák-Saly Róbert; Zigóta/Kanca – Szászi Móni
- Hatásszünet

Írta: Dolák-Saly Róbert
- Besenyő család-dal

Zene és szöveg: Dolák-Saly Róbert
Ének: Besenyő Pista bácsi szerepében Laár András, Margit szerepében Pethő Th. Zsolt, Anti bácsi szerepében Dolák-Saly Róbert, az angyalok szerepében: Dolák-Saly Róbert, Laár András, Pethő Th. Zsolt

### 13. – A Besenyő család élete: A család gyanús
Adás ideje: 1998
Csatorna: TV2
Rendező: Kriskó László

Jelenetek
- A Besenyő család élete (A család gyanús)

Írta: Szászi Móni, Lantos P. István
Szereplők: Besenyő Pista bácsi – Laár András; Margit/Rücsök – Pethő Th. Zsolt; Anti bácsi – Dolák-Saly Róbert; Zigóta – Szászi Móni
- Nőimitátor nem lennék

Zene, szöveg és ének: Laár András
Közreműködik: Dolák-Saly Róbert, Pethő Th. Zsolt
- A Besenyő család élete (A család gyanús)

Írta: Szászi Móni, Lantos P. István
Szereplők: Besenyő Pista bácsi – Laár András; Margit/Rücsök – Pethő Th. Zsolt; Anti bácsi – Dolák-Saly Róbert; Zigóta – Szászi Móni
- Kalandvetítés-1. (Winnetou-3)

Írta és Leopold szerepében előadja: Dolák-Saly Róbert
- A Besenyő család élete (A család gyanús)

Írta: Szászi Móni, Lantos P. István
Szereplők: Besenyő Pista bácsi – Laár András, Anti bácsi – Dolák-Saly Róbert
- Miszticselló, a mágus

Írta: Pethő Th. Zsolt
Szereplők: Miszticselló – Pethő Th. Zsolt; Besenyő Pista bácsi – Laár András
- Az illuzionista

Zene, szöveg és ének: Pethő Th. Zsolt
Besenyő Pista bácsi szerepében közreműködik: Laár András
- A Besenyő család élete (A család gyanús)

Írta: Szászi Móni, Lantos P. István
Szereplők: Besenyő Pista bácsi – Laár András; Margit – Pethő Th. Zsolt
- Kalandvetítés-2. (Winnetou-4)

Írta és Leopold szerepében előadja: Dolák-Saly Róbert
- A Besenyő család élete (A család gyanús)

Írta: Szászi Móni, Lantos P. István
Szereplők: Besenyő Pista bácsi – Laár András; Margit/Rücsök – Pethő Th. Zsolt; Zigóta – Szászi Móni; Boborján – Dolák-Saly Róbert
- Altatódal

Zene, szöveg és Anti bácsi szerepében énekel: Dolák-Saly Róbert
Közreműködik: Zigóta – Szászi Móni; Besenyő Pista bácsi – Laár András; Margit – Pethő Th. Zsolt

### 14. – A Besenyő család élete: A kézarcúak
Adás ideje: 1999. április 16.
Csatorna: TV2
Rendező: Kriskó László

Jelenetek
- A Besenyő család élete (A kézarcúak)

Írta: Szászi Móni, Lantos P. István
Szereplők: Besenyő Pista bácsi/Tompika – Laár András; Margit/Rücsök – Pethő Th. Zsolt; Anti bácsi/Boborján/Leopold (a konferanszié) – Dolák-Saly Róbert; Zigóta – Szászi Móni
- Vasmacsó

Zene, szöveg és a címszerepben énekel: Dolák-Saly Róbert
Közreműködik: Magdi néni/ápoló – Pethő Th. Zsolt; Kobzos tanár úr/ápoló – Laár András; nővérke – Szászi Móni
- A Besenyő család élete (A kézarcúak)

Írta: Szászi Móni, Lantos P. István
Szereplők: Besenyő Pista bácsi/Tompika – Laár András; Margit/Rücsök – Pethő Th. Zsolt; Anti bácsi – Dolák-Saly Róbert; Zigóta/Kanca – Szászi Móni
- A három testőr és a jeti

Zene, szöveg: Dolák-Saly Róbert
Ének: a három testőr szerepében Dolák-Saly Róbert, Laár András, Pethő Th. Zsolt; a királyné szerepében Szászi Móni
- A Besenyő család élete (A kézarcúak)

Írta: Szászi Móni, Lantos P. István
Szereplők: Besenyő Pista bácsi – Laár András; Margit – Pethő Th. Zsolt; Anti bácsi – Dolák-Saly Róbert; Kanca/ködlakó (hangja) – Szászi Móni
- Leopold konferál

Előadja: Dolák-Saly Róbert
- A Besenyő család élete (Megérkeznek a kézarcúak)

Írta: a L’art pour l’art Társulat
Szereplők: kézarcúak – Laár András, Pethő Th. Zsolt; Boborján – Dolák-Saly Róbert; robot – Szászi Móni
- Leopold konferál

Előadja: Dolák-Saly Róbert

### 15. – A Besenyő család élete: Már megint a kézarcúak
Adás ideje: 1999. május 21.
Csatorna: TV2
Rendező: Kriskó László

Jelenetek
- Leopold konferál
- A Besenyő család élete (Már megint a kézarcúak)

Írta: Szászi Móni, Lantos P. István
- Ez nem az én napom

Zene: Pethő Th. Zsolt, szöveg: Laár András, Pethő Th. Zsolt
- Boborján és a kézarcúak táncolnak
- Labdarúgó-mérkőzés (Pörölycápák SC – Kovács Jenőné)

Írta: Dolák-Saly Róbert
- Leopold konferál
- Labdarúgó-mérkőzés (Pörölycápák SC – Kovács Jenőné)

Írta: Dolák-Saly Róbert
- A Besenyő család élete (Már megint a kézarcúak)

Írta: Szászi Móni, Lantos P. István
- Te vagy az éden

Zene, szöveg: Dolák-Saly Róbert
- A Besenyő család élete (Már megint a kézarcúak)

Írta: Szászi Móni, Lantos P. István
- A költő hozzászól (Hogyha birka lennák)

Írta: Laár András
- A Besenyő család élete (Már megint a kézarcúak)

Írta: Szászi Móni, Lantos P. István
- Besenyő-monológ (Mi a jeti?)

Írta: Laár András
- Leopold konferál
- Jetidal

Zene, szöveg: Laár András
- A Besenyő család élete (Már megint a kézarcúak)

Írta: Szászi Móni, Lantos P. István
- Labdarúgó-mérkőzés (Pörölycápák SC – Kovács Jenőné)

Írta: Dolák-Saly Róbert